# Larinia teiraensis
Larinia teiraensis là một loài nhện trong họ Araneidae.
Loài này thuộc chi Larinia. Larinia teiraensis được Biswamoy Biswas & Biswamoy Biswas miêu tả năm 2007.